# El País (Uruguay)
Pour les articles homonymes, voir El País (homonymie).
El País est un journal uruguayen fondé le 14 septembre 1918.
Il appartenait au même groupe de médias que la chaine du cable Teledoce.
Le tirage est de 65 000 exemplaires en semaine et de 100 000 le dimanche.
Sa ligne éditorial se focalise sur les informations d'ordre social, politique et économique concernant l'Uruguay ainsi que des pays du Mercosur. 
Parmi ses contributeurs, on retrouve le célèbre explorateur Sebastián Beltrame.